# Schüco
Schüco är en tysk industrikoncern grundad 1951 i Porta Westfalica av Heinz Schürmann som Heinz Schürmann & Co. År 2018 hade företaget omkring 5400 anställda och omsatte knappt 1,7 miljarder euro.